# جان غي غيندرون
جان غي غيندرون هو لاعب هوكي الجليد كندي، ولد في 30 أغسطس 1934 في مونتريال في كندا.

## وصلات خارجية
- جان غي غيندرون على موقع دوري الهوكي الوطني (الإنجليزية)
- جان غي غيندرون على موقع قاعة مشاهير الهوكي (لاعب أن.إتش.أل) (الإنجليزية)
- جان غي غيندرون على موقع EliteProspects.com (الإنجليزية)
- جان غي غيندرون على موقع HockeyDB.com (الإنجليزية)
- جان غي غيندرون على موقع Hockey-Reference.com (الإنجليزية)